# Charles Coquerel
Jean Charles Coquerel (Amsterdam, 2 dicembre 1822 – Saint-Denis (Riunione), 12 aprile 1867) è stato un medico ed entomologo francese.
Diverse sono le specie animali dedicate al suo nome tra cui il cua di Coquerel (Coua coquereli), il sifaka di Coquerel (Propithecus coquereli) e il microcebo di Coquerel (Mirza coquereli).